# Ivan Sović
Ivan Sović, poznatiji kao Ivan Sović-Sova, (Pirakovec, 1954.) je hrvatski pjesnik, pjevač, putopisac, planinar, fotograf (pejzaži, portreti). Živi i radi u Pirakovcu.
Nakon 2000. godine producira vlastite dokumentarne filmove o hrvatskim planinama: Dinara, Velebit, Biokovo, Kapela. Od 2002. godine djeluje na vrbovečkoj alternativnoj sceni, pretežno multimedijskim načinom izražavanja. Zapaženi su mu nastupi u "AKC Garaže" (Vrbovečka Udruga Mladih - VUM), kao i šire po klubovima središnje Hrvatske.
Sudjelovao je, s dvjema pjesmama, kao pridruženi član rock skupine "Friends" u "One Night Only" koncertu 31. listopada 2004. godine; prisutan je na DVD-u gdje daje širu retrospektivu na priču u pozadini.
Sredinom 2008. godine okuplja prateći "Band" i počinje pjevati na vlastite tekstove rock, šansonu, kajkavski blues na donjolonjskom narječju.
Zapažen nastup održan je u "AKC Garaže" Vrbovec 28.02.2009. godine prilikom kojeg je snimljen DVD Live album "Izgurana stvarnost".

## Radovi
- Planinski Putopis, 2004.g.
- Prije Početka, 2006.g.
- Velebitska Tatekijada, 2007.g.
- Pirakovec - Zapis Vremena, 2007.g.
- Puna Praznina, 2007.g.
- Vrbovec - Dokument Vremena, 2008.g.
- Biokovo i podbiokovo, 2008.g.
- Velebitska Bura, 2008.g.
- Daleka Blizina, 2008.g.
- Izgurana stvarnost, 2008.g.
- Grad Vrbovec, 2009.g.
- Autostopom Herceg-Bosnom, 2010.g.
- DVD Mjesni odbor Pirakovec 2011. ( promocija i prikaz naselja Pirakovec kraj Vrbovca )

## Vanjske poveznice
- Velebitska Stranica
- Planinski Putopis